# Consulat général de France à Miami

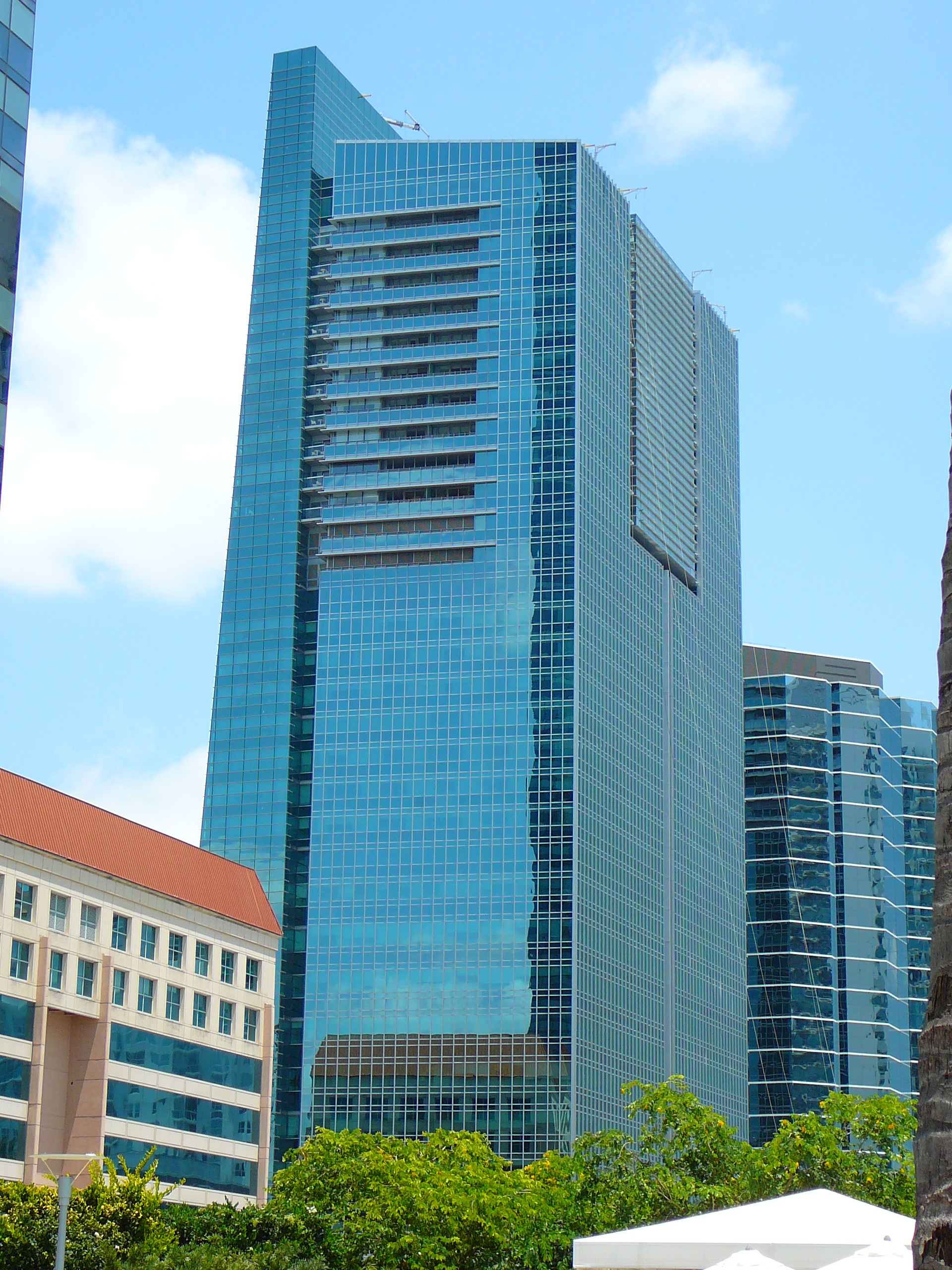
Le bâtiment Brickell Arch, dans lequel est hébergé le consulat.

Le consulat général de France à Miami est une représentation consulaire de la République française aux États-Unis, qui couvre la Floride. Depuis 2022, le consul général est Raphaël Trapp. 
Sa circonscription consulaire s'étend sur l'État de Floride, mais aussi sur les territoires américains non incorporés de Porto Rico et des Îles Vierges américaines, ainsi que les territoires britanniques d'outre-mer des îles Turques-et-Caïques et des îles Caïmans. Elle inclut également les Bahamas (même si les Bahamas dépendent de la circonscription consulaire, l'ambassadeur français auprès du gouvernement bahaméen est néanmoins celui placé auprès du gouvernement du Panama).

## Histoire
Le consulat général de France à Miami a été inauguré le 27 janvier 1986.

## Consulats honoraires
Il supervise six consuls honoraires situés respectivement à :
- Orlando (Floride)
- Tampa (Floride)
- Jacksonville (Floride)
- Nassau (Bahamas)
- Grand Cayman (Îles Caïmans)
- San Juan (Porto Rico)